# ایکر سوبیسارتا
ایکر سوبیسارتا (اسپانیایی: Iker Zubizarreta‎؛ زادهٔ ۱۸ مهٔ ۱۹۶۲) بازیکن فوتبال اهل ونزوئلا بود.
وی همچنین در تیم ملی فوتبال ونزوئلا بازی کرده‌است.